# Volkswagen Eos
Volkswagen Eos je dvoudveřové kupé-kabrio. Od roku 2006 byl vyráběn německou automobilkou Volkswagen. Model Eos je nástupcem Golfu III Cabrio, který se vyráběl na základě třetí generace Golfu (i když v letech 1997-2002 VW upravil vzhled po vzoru 4. generace Golfu, stále měl tento Golf cabrio základ v 3. generaci). Je ovšem pravda, že sám Volkswagen popírá, že Eos je nástupcem Golfu cabrio, ale říká, že Eos vyplňuje mezeru mezi Golfem a Passatem. Poprvé se vůz představil na autosalonu ve Frankfurtu v roce 2005.
Jméno Eos pochází z řecké mytologie. Eos byla bohyní rána a začínajícího dne.

## Popis vozu
Eos technicky vychází z modelu Golf a některé prvky přebírá z modelu Passat. Na rozdíl od konkurentů nabízí i posuvné střešní okno. Celý koncept střechy nese označení CSC (Coupe - Scheibe - Cabrio, Scheibe znamená zmíněné střešní okno). Střecha je z pěti dílů. Skládání trvá okolo 25 sekund. Výroba probíhá v Portugalské Palmele.

## Technický popis
Zavazadlový prostor má objem 380 litrů (205 pokud je v něm složená střecha). Délka vozu je 4,41 metru a šířka 1,79 metru. Interiér je čtyřmístný. Kola jsou šestnáctipalcová, se sportovním motorem V6 se dodávají o palec větší. Součástí výbavy je ESP, Klimatizace V6 Climatronic, mlhovky, elektrické ovládání oken a 4 airbagy. V případě nehody se aktivuje bezpečnostní rám během čtvrt sekundy.

## Motory
- 1.4 l TSI, 90 kW
- 1.4 l TSI, 118 kW
- 1.6 l FSI, 85 kW
- 2.0 l FSI, 110 kW
- 2.0 l TDI, 103 kW
- 2.0 l TFSI, 147 kW
- 3.2 l V6, 184 kW (247 km/h)
- 3.6 l V6, 191 kW